# Unité urbaine de Venerque
L'unité urbaine de Venerque est une unité urbaine française centrée sur les communes de Lagardelle-sur-Lèze, Venerque et Vernet, dans le département de la Haute-Garonne, en région Occitanie.

## Données générales
Dans le zonage réalisé en 2010, l'unité urbaine était composée de quatre communes.
Dans le nouveau zonage réalisé en 2020, elle est composée des quatre mêmes communes.
En 2022, avec 10 505 habitants, elle représente la 6e unité urbaine du département de la Haute-Garonne et occupe le 57e rang dans la région Occitanie.
En 2022, sa densité de population s'élève à 223 hab/km2. Par sa superficie, elle représente 0,75 % du territoire départemental et, par sa population, elle regroupe 0,72 % de la population du département de la Haute-Garonne.

## Composition 2020 de l'unité urbaine
Elle est composée des quatre communes suivantes :
| Nom                 | Code Insee | Département   | Statut       | Superficie (km2) | Population (dernière pop. légale) | Densité (hab./km2) | Modifier                                    |
| ------------------- | ---------- | ------------- | ------------ | ---------------- | --------------------------------- | ------------------ | ------------------------------------------- |
| Lagardelle-sur-Lèze | 31263      | Haute-Garonne | ville-centre | 13,78            | 3 304 (2022)                      | 240                | modifier les données · modifier les données |
| Venerque            | 31572      | Haute-Garonne | ville-centre | 14,57            | 2 898 (2022)                      | 199                | modifier les données · modifier les données |
| Vernet              | 31574      | Haute-Garonne | ville-centre | 10,53            | 3 294 (2022)                      | 313                | modifier les données · modifier les données |
| Grépiac             | 31233      | Haute-Garonne | banlieue     | 8,18             | 1 009 (2022)                      | 123                | modifier les données · modifier les données |

## Évolution démographique
| 1968  | 1975  | 1982  | 1990  | 1999  | 2010  | 2015  | 2021   | 2022   |
| ----- | ----- | ----- | ----- | ----- | ----- | ----- | ------ | ------ |
| 3 339 | 4 284 | 5 408 | 6 677 | 7 195 | 8 123 | 9 132 | 10 315 | 10 505 |

#### Données générales
- Unité urbaine en France
- Aire d'attraction d'une ville
- Liste des unités urbaines de France

#### Données démographiques en rapport avec l'unité urbaine de Venerque
- Aire d'attraction de Toulouse
- Arrondissement de Muret

#### Données démographiques en rapport avec la Haute-Garonne
- Démographie de la Haute-Garonne